# Myllenyxis bernsteinii
Myllenyxis bernsteinii là một loài tò vò trong họ Ichneumonidae.